# Atlético San Pancho
Atlético San Pancho es una película mexicana de 2001 dirigida por Gustavo Loza. La película es la ópera prima del director Loza.
Protagonizada por Héctor Suárez, Lumi Cavazos, Plutarco Haza, Diego Luna, Giovanni Florido Anaya, Erich Harrsch, Pablo Cervera, Adrián Sol, Valeria Uribe, José Miguel García, Brian Medina, José Ramón Coronado, Mariano Campos, Omar Espino, Isaac Mondragón y Daniel Martínez.

## Sinopsis
Unos niños que gustan de jugar fútbol aprovechan el regreso de Alberto Estrada, un joven exjugador profesional, a su pueblo San Francisco del Monte, para así formar con ayuda de Don Pepe un equipo de fútbol local que compita en una liga intermunicipal. El equipo que forman se llama Atlético San Pancho.
Ya que el fútbol es un deporte olvidado en ese pueblo, solamente Toño (que es hijo de Antonio Tafoya, un jugador leyenda de ese pueblo), Daniel "El Hormiga" y "El Torta" Ramírez se interesan en el juego. Accidentalmente un avión deja caer dos balones, uno de ellos cae cerca de los 3 niños, lo que ellos perciben como una señal del cielo, el otro balón se incrustó en el cuerno de una vaca, adoptando al animal como mascota. Poco a poco, gracias al deseo del juego, van reuniendo a los jugadores que integrarán al equipo, entre ellos, una niña a la que llaman Maru y otro niño, hijo de un carnicero, llamado Mauro, ambos muy buenos para jugar.
Inicialmente el equipo es goleado en su primer juego por el Dínamo F.C., actual campeón de la Copa Coca Cola, lo que baja los ánimos de los niños jugadores, pero la llegada de Alberto vuelve a despertar entusiasmo y gracias al esfuerzo, el equipo empieza a mejorar y a avanzar en el torneo.
Algunos conflictos surgen, Toño está enamorado de Maru, pero ella del delantero del equipo Dínamo, Héctor "El Maradonita"; y Alberto se siente atraído por la madre de Toño. Esto ocasiona algunos pleitos entre los principales protagonistas.
Así, el equipo juega la semifinal, misma que iban perdiendo, pero se integra momentáneamente Mauro "El Pelé", y alcanzan a empatar y llegar a tiempo extra, con regla de Gol de Oro, sin embargo, su padre no le permite jugar futbol y le exige que salga del equipo. Ya iniciado el tiempo extra, estuvieron a punto de perder, pero "El Torta" salva un balón en la línea y en un contraataque, logran anotar el gol que les permite jugar la final en el Estadio Azteca.
Antes del partido, Alberto recibe una carta donde es llamado para integrarse al Necaxa, de forma inesperada tiene que dejar San Francisco del Monte; esta situación aunada a la noticia de que su rival en la final será nuevamente Dínamo F.C., baja el ánimo del equipo, llegando al juego sintiéndose ya derrotados.
Inicial la final y Dínamo es el equipo dominador del juego durante todo el primer tiempo, terminando con un marcador de 3 a 0. Los jugadores de San Pancho se encuentran muy desalentados, sin embargo, Alberto aparece sorpresivamente en el vestidor y el equipo se anima nuevamente, iniciando el segundo tiempo con una actitud muy diferente, jugando mejor y no permitiendo a sus rivales el dominio del partido. Gracias a esto, logran empatar el marcador a 3 goles.
Cuando el juego está por terminar, Toño recibe una patada dentro del área, resultando en un penal para San Pancho y la posibilidad de ser campeones de la Copa Coca Cola. Héctor trata de intimidar a Toño diciéndole que lo va a fallar, pero Maru se acerca después y le da confianza. El penal es convertido en gol de último minuto y así Atlético San Pancho se convierte en el nuevo campeón de la Copa Coca Cola, regresando así al pueblo de San Francisco del Monte el gusto que había perdido hacia este deporte.

## Actores y personajes

### Adultos
- Plutarco Haza como Alberto "El Figura" Estrada.
- Lumi Cavazos como Rebeca.
- Héctor Suárez como Don Pepe.
- Rodolfo Arias como el Padre de Mauro.
- Nora Velázquez como Directora.
- Diego Luna como Cartero.
- Rakel Adriana como Doña Lucha.
- Luis Felipe Tovar como Claudio.
- Ernesto Cervera como Árbitro del primer partido.
- Ernesto Cairo como Árbitro en la bronca con Maru.
- Carlos Ochoa como Árbitro de la final.
- Alejandro Sariñana como Psicólogo de Dínamo F.C.

### Niños jugadores del equipo Atlético San Pancho
- Giovanni Florido Anaya como Toño "Capi" Tafoya.
- Erich Harrsch como Daniel "Hormiga" Cruz.
- Pablo Cervera como Mauro "El Pelé" Sánchez.
- Adrián Sol como Renato "Torta"
- Valeria Uribe como Maru.
- José Miguel García como Pino.
- Brian Medina como Diego.
- José Ramón Coronado como Chava.
- Mariano Campos como Carioca.
- Omar Espino como omar
- Isaac Mondragón como Frijol.
- Daniel Martínez como Palito.

### Niños jugadores del equipo Dínamo F.C.
- Diego Sánchez como Héctor "Maradonita" González
- Carlos Martínez Cairo
- Juan Pablo Fassi
- Sebastián Fassi
- Miguel Méndez Garcia
- José Salvador Loza
- Diego Puig Ibarra
- Luis Alberto Romero
- Juan Manuel Sangochain
- Fernando Sariñana
- Rodrigo Sariñana
- Sebastián Sariñana
- Carlos Adrián Zires
- Luis Martínez Galván
- Santiago Cervera

### Apariciones especiales
- Alejandro Álvarez
- Álex Aguinaga
- Javier Alarcón
- Sergio Almaguer
- Enrique Bermúdez
- Octavio Becerril
- Hugo Enruque González Landeros
- Pablo Daniel Antonio Gaba
- Rogelio Moreno Sánchez
- Nicolás Navarro
- Arturo Padilla Muñoz
- Félix Pérez de Andrade
- Jose Luís Pérez Arias
- Luis Ernesto Pérez
- Arturo Tizoc Navarro

## Banda sonora
Lista de canciones
1. Molotov - Just Want Meter Mi Gol (3:05)
2. Pong vs. Ángel Fernández - A Todos Los Que Aman y a Todos los Que Quieren 03:05 - 3:18
3. Sistema Local Sonoro Selectivo - Wadada (Pa' mi raza) (4:49)
4. Moderatto - Ganador (4:05)
5. La Gusana Ciega - Giroscopio (4:36)
6. Resorte - Poom (3:19)
7. Lost Acapulco - Mascarita (1:25)
8. Molotov - Suspenso (3:55)
9. La Gusana Ciega - Naranjada (3:32)
10. Pong - La Vaca Que Vino del Espacio (2:28)

Créditos
- Producción Ejecutiva, Coordinación y A&R - Lynn Fainchtein y Marcelo Lara.
- Coordinación editorial - Herminio Gutiérrez.
- Supervisión musical - Lynn Fainchtein.
- Masterizado por Tom Baker en Precision Mastering.
- Diseño gráfico Horacio R. Quiroz.
- Fotografía/Estudio: Salvador Mariña.